# Мейсон, Марджери
Ма́рджери Э. Ме́йсон (англ. Margery E. Mason; 27 сентября 1913, Хакни, Лондон, Англия, Британская империя — 26 января 2014) — английская актриса и театральный режиссёр.

## Биография
Марджери Мейсон снималась в кино 47 лет в период 1959—2006 годов. Всего Мейсон сыграла 86 фильмах и телесериалах. Наиболее известна ролями жены учителя из фильма «Стена» (1982), женщины во сне Лютика из фильма «Принцесса-невеста» (1987), женщины на садовой скамье № 2 из фильма «101 далматинец» (1996) и продавщицы сладостей в поезде из фильма «Гарри Поттер и Кубок огня» (2005).
Также работала театральным режиссёром.